# No Pain No Gain
No Pain No Gain е песен на германската рок група „Скорпиънс“, издадена като сингъл през февруари 1994 г. и включена като втора песен в албума Face the Heat, издаден от „Мъркюри Рекърдс“ през 1993 г. Написана от Клаус Майне и Марк Хъдсън и композирана от Рудолф Шенкер, в песента се пее за това, че нещата от живота трябва да се правят чрез упорита работа.
Песента е издадена като сингъл в подкрепа на Националния отбор по футбол на Германия за Световното първенство в САЩ, където играчи на отбора участват с гласовете си в припева. Сингълът съдържа също така албумната версия на No Pain No Gain, както и Taxman Woman, също взета от албума Face the Heat. От друга страна, през същата година е записан видеоклип, където се появяват изображения на групата, изпълняващи песента на живо, заедно кадри от различни футболни двубои на Националния отбор по футбол на Германия.
No Pain No Gain е част от списъка с изпълнявани песни на „Скорпиънс“ само на две световни концертни турнета - Face the Heat Tour (1993 - 1994) и Humanity Tour (2007-2009). Презентацията на песента е направена в Бърбанк, Калифорния, САЩ на 10 септември 1993 г., а изпълнението от град Мексико, Мексико от 1994 г., е включено в албума записан на живо Live Bites (1995). Песента е включена също така във видео албума на групата Amazonia – Live In The Jungle (2009), записан в Ресифе, Бразилия.

## Списък с песните
1. No Pain No Gain (Радио версия) (Клаус Майне, Рудолф Шенкер и Марк Хъдсън) – 3:26
2. No Pain No Gain (Версия от албума) – 3:55
3. Taxman Woman (Клаус Майне и Рудолф Шенкер) – 4:30

## Музиканти
- Клаус Майне – вокали
- Рудолф Шенкер – китари
- Матиас Ябс – китари
- Ралф Рикерман – бас
- Херман Раребел – барабани